# Asesinato de Bella Bond
Bella Neveah Amoroso Bond (6 de agosto de 2012 - mayo o junio de 2015), anteriormente conocida como ''Deer Island Jane Doe y "Baby Doe", fue una niña estadounidense encontrada muerta en una bolsa de plástico en la costa de Deer Island en Winthrop, Massachusetts., el 25 de junio de 2015. Las autoridades continuaron la investigación para descubrir quién era la niña hasta su identificación en septiembre de 2015.
El Centro Nacional para Niños Desaparecidos y Explotados reconstruyó la cara de la niña para proporcionar al público una estimación de la apariencia de la víctima durante la vida. Su objetivo era generar consejos para una identidad potencial y localizar a la persona o personas responsables de la eliminación de su cuerpo. Después de que la reconstrucción fue lanzada y la cobertura de noticias comenzó en todo el país, surgió una gran cantidad de atención pública; Se estima que 56 millones de personas vieron informes sobre el caso. La mitad de estos ocurrieron dentro de la primera semana después de que se encontró el cuerpo.
La publicidad generó muchos consejos con posibles pistas, uno de los cuales llevó a la identidad de la niña. Bond fue identificada el 18 de septiembre de 2015. La madre de Bond, Rachelle Bond, y su novio, Michael McCarthy, fueron arrestados, y las autoridades confirmaron que Bella había sido asesinada, a pesar del hecho de que una autopsia inicial realizada en el cuerpo no reveló el exacto causa de la muerte. Rachelle Bond fue acusada de "accesorio después del hecho" en relación con el asesinato de su hija; más tarde se declaró culpable como resultado de un acuerdo de culpabilidad. McCarthy fue acusado de asesinato en el caso y más tarde fue condenado por asesinato en segundo grado. El 28 de junio de 2017, fue sentenciado a cadena perpetua con futura libertad condicional.

## Descubrimiento

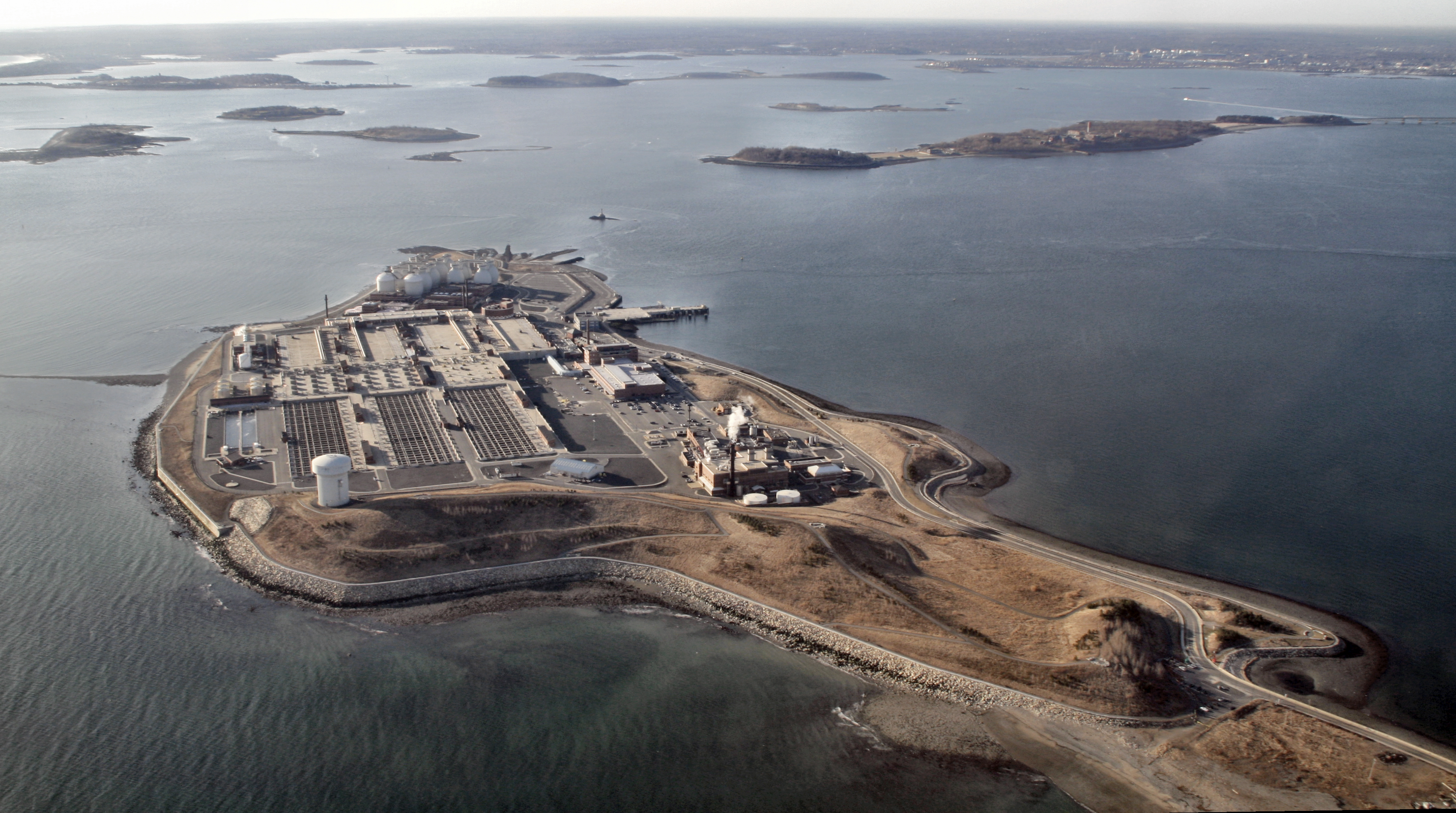
Deer island, donde el cuerpo estuvo localizado

El cuerpo fue encontrado dentro de una bolsa de basura de plástico en la costa de Deer Island cerca de Boston, Massachusetts. Una mujer que paseaba a su perro descubrió los restos de Bond en la tarde del 25 de junio de 2015, cuando el perro se detuvo en la bolsa de plástico. Después de que se encontró el cuerpo, el público colocó flores cerca de la escena. Solo llevaba un par de leggings blancos diseñados con un patrón de lunares negros. Una manta con estampado de cebra también estaba dentro de la bolsa. Inicialmente, la policía no estaba segura de si habría más cuerpos en la escena, por lo que intentaron sin éxito utilizar perros de cadáveres para localizar otros posibles restos.
Las autoridades originalmente estimaron que la niña había muerto pocos días antes de su descubrimiento. Los desarrollos posteriores en el caso han sugerido que el cuerpo de Bella había estado "escondido en una nevera" hasta un mes antes de que fuera depositado en Deer Island. A pesar de que parecía haber fallecido por poco tiempo, ya había comenzado a descomponerse e hincharse, por lo que era imposible identificarla visualmente. La descomposición también había hecho imposible la recolección de huellas dactilares, debido a la exposición al agua. Los investigadores pudieron concluir que ella era una niña pequeña, pero inicialmente no estaban seguras de su raza y etnia..
Se desconocía cómo se habían asentado los restos en el lugar; el cuerpo podría haber sido colocado en la playa o haberse desplazado en el agua desde otro lugar, algunos suponiendo desde Canadá. La Guardia Costera de los Estados Unidos entró en la investigación y analizó las corrientes de agua en el área para estimar de dónde podría haberse originado la bolsa que contenía los restos. Los equipos de buceo también se utilizaron en la época en que se descubrió el cuerpo. A mediados de julio y agosto, las autoridades creían que la víctima había sido colocada en la escena, en lugar de ir a Deer Island desde otro lugar, porque el cuerpo no se encontraba en una etapa suficientemente avanzada de descomposición. La playa está cerca de una planta de tratamiento de aguas residuales. Uno de los investigadores pensó que existía la posibilidad de que la eliminación hubiera sido realizada por un empleado de la planta de tratamiento de agua cercana. Dado que el área ha sido considerada como un área "ocupada" tanto para los trabajadores como para el público, también fue posible que la persona que colocó la bolsa en la escena lo hiciera durante la noche, para evitar ser visto.

## Examen
El 3 de julio se realizó una autopsia, pero no concluyó qué causó la muerte de la niña. Si bien las autoridades sospecharon que el juego sucio fue un factor en el caso, no se encontraron signos de lesiones obvias en los restos. Más tarde se realizaron pruebas para encontrar toxinas, drogas o alcohol presentes en el cuerpo como una posible explicación de la muerte. Los examinadores no pudieron encontrar ningún rastro de limpiadores como la lejía en los restos, pero continuaron con más pruebas con la esperanza de encontrar otra toxina como una posible causa de muerte. Después de la identificación de la víctima, aún no se había anunciado la causa definitiva de la muerte, a pesar de que todas las formas de "muerte natural [habiendo sido] excluidas". La asfixia no había sido descartada como la causa..
Se determinó que la ropa encontrada en la niña, que se creía que era "tamaño 4T", había sido fabricada por la compañía Circo y probablemente se vendió en una tienda Target. La manta fue hecha posiblemente por la compañía Cannon Mills y vendida en K-Mart. También se encontró una banda de pelo hecha de material elástico..
finalmente se determinó que la niña tenía entre tres y cinco años y parecía ser blanca, con posible ascendencia hispana. Su cabello fue descrito como "marrón, ondulado y de catorce pulgadas de largo". Se presume que el cabello de la niña se dejó sin recortar durante aproximadamente dos años, a juzgar por su longitud. También se estimó que tenía entre uno y tres pies y seis pulgadas de alto y pesaba alrededor de treinta libras. No había marcas de nacimiento o cicatrices distintas en el cuerpo. Más tarde, se descubrió que la niña tenía perforadas las orejas, por lo que el Centro Nacional para Niños Desaparecidos y Explotados publicó una imagen actualizada de la niña con aretes. La niña parecía haber sido "bien cuidada" durante su vida; No se observaron signos de malnutrición o abuso, y los investigadores declararon que la ropa también reforzó la teoría.

## Investigación
El Centro Nacional para Niños Desaparecidos y Explotados reconstruyó digitalmente la cara de la niña después de que los intentos anteriores de identificar el cuerpo fracasaran. La reconstrucción se creó en cuatro horas utilizando Adobe Photoshop con la influencia de fotografías mortuorias y de "stock" para dar una estimación de la apariencia de la niña en vida. La reconstrucción, creada por la artista forense Christi Andrews, se lanzó el 2 de julio de 2015. Debido al resultado final del compuesto creado con Adobe Photoshop, muchos espectadores lo confundieron con una fotografía real. La organización también mejoró digitalmente las imágenes de los leggings y la manta hallada con los restos y creó un póster con ellos en su sitio web. Los folletos que contenían imágenes de Jane Doe y sus pertenencias se dispersaron con la esperanza de obtener más información. Después de la identificación de la niña, algunas personas que estaban familiarizadas con los Bonds afirmaron que no veían una semejanza entre el compuesto y Bella.
La niña ingresó al Sistema Nacional de Personas Desaparecidas y No Identificadas el 4 de julio de 2015, incluidos los detalles del descubrimiento del sujeto y las estimaciones físicas. Muchas personas desaparecidas fueron excluidas como posibles identidades; las autoridades verificaron a Shoshana Black, Paula Ramerez-Figuroa, Ofir Ben-Haim, Cassidy Gibbs y Ayla Reynolds. Se buscaron otras pistas relacionadas con niños que se reportaron como desaparecidos, algunos de los cuales eran extranjeros a los Estados Unidos. Algunos de los partidos potenciales fueron localizados más tarde vivos. El caso de desaparición de Sarah Hoggle se había analizado para tener un posible vínculo con el caso, pero los investigadores declararon que era "improbable" que se hubiera relacionado con este caso. En total, más de doscientas personas desaparecidas fueron descartadas del caso.
Una conferencia de prensa que mostraba la reconstrucción y las imágenes mejoradas de la ropa y la manta se llevó a cabo en el lugar donde se encontró el cuerpo. Fue televisado para pedirle al público que lo ayude a identificar a la víctima y a los que la hayan conocido, especialmente a sus padres, a identificar a la niña. Durante la conferencia de prensa, los funcionarios instaron a los espectadores a estar al tanto de los niños que pueden haber desaparecido o desaparecido en los días previos a la celebración del Día de la Independencia. A pesar de sus esperanzas, nadie se presentó para reclamar la responsabilidad por el crimen o para confirmar quién era la víctima. Cientos de consejos se enviaron por teléfono y en línea y se investigaron
Cuando las búsquedas en las bases de datos de personas desaparecidas produjeron pocos casos que coincidían con su perfil, las autoridades comenzaron a creer que la niña nunca fue reportado como desaparecido. Exploraron la suposición de que la familia de la niña podría desconocer su muerte. Otra explicación de por qué no se lograron coincidencias fue que ella podría haber pertenecido a una familia "indocumentada". La policía se centró en investigar en la comunidad local, pero creían que era posible que la niña no fuera del área y continuaron investigando varios casos de niños desaparecidos.
.
Entre otras teorías sobre el caso, la especulación inicial fue que la niña podría haber sido asesinada por un miembro de su familia. Un criminólogo declaró que no parecía probable que hubiera sido "asesinada por un extraño", según estadísticas de casos similares. El hecho de que ella hubiera sido desechada junto con artículos personales reforzó esta teoría. El hecho de que todavía no hubiera ningún consejo de familiares con información sobre la niña apoyaba la idea de que los miembros de la familia estaban involucrados en la eliminación del cuerpo, y posiblemente con su muerte. Los investigadores temieron por otros niños que pudieron haber estado al cuidado de aquellos que se deshicieron del cuerpo, ya que podrían estar en peligro. Una teoría diferente sostenía que los miembros de la familia de la niña también podrían haber fallecido, habiendo enfrentado una desaparición similar

### Pruebas forenses
Los equipos forenses analizaron el ADN de Deer Island Jane para excluir a algunas personas desaparecidas y con la esperanza de compararlo con los posibles familiares de la niña cuyo ADN estaba registrado. Se obtuvo a través de muestras de pelo y un diente. El ADN no coincidió con los perfiles almacenados en las bases de datos de personas desaparecidas conocidas. Los funcionarios declararon que también enviaron muestras a la Universidad del Norte de Texas para crear un perfil más específico, un proceso que requiere mucho tiempo. El ADN mitocondrial de los huesos de la niña se desarrolló más tarde para compararlo con posibles familiares.
Además de las pruebas de ADN, las autoridades realizaron esfuerzos en la palinología forense, así como en el examen de isótopos del agua encontrada en el lugar. Los resultados de las pruebas indicaron que la niña había pasado un tiempo en el área urbana local, probablemente en Boston, ya que se encontraron rastros de pino y hollín a lo largo de las pruebas. Finalmente, también se determinó que pudo haber pasado algún tiempo en cualquiera de los seis estados de Nueva Inglaterra y posiblemente en otros. Las pruebas de cabello y esmalte también indicaron que podría haberse "mudado por todo el país [5].

## Interacción pública
Desde que se hizo pública la reconstrucción y la historia, se desarrolló internacionalmente una gran cantidad de interés público en el caso. Desde entonces, muchas personas han compartido y visto informes que detallan el caso en las redes sociales, como Twitter y Facebook. Varias personas se ofrecieron a pagar el funeral y el entierro de la niña si no podía ser identificada. Una funeraria declaró que donarían los medios para enterrar al niña debajo de una lápida, para que no fuera enterrada en la tumba de un pobre. Los negocios locales en el área comenzaron a colocar carteles de la niña en sus edificios, con la esperanza de crear conciencia sobre el caso y generar posibles clientes potenciales. La Autoridad de Recursos Hídricos de Massachusetts informó sobre los planes para donar un banco en memoria de la niña. La reconstrucción digital ha sido vista aproximadamente cincuenta millones de veces por el público, lo que, según los funcionarios, es significativamente eficiente para ayudar con el caso.
.

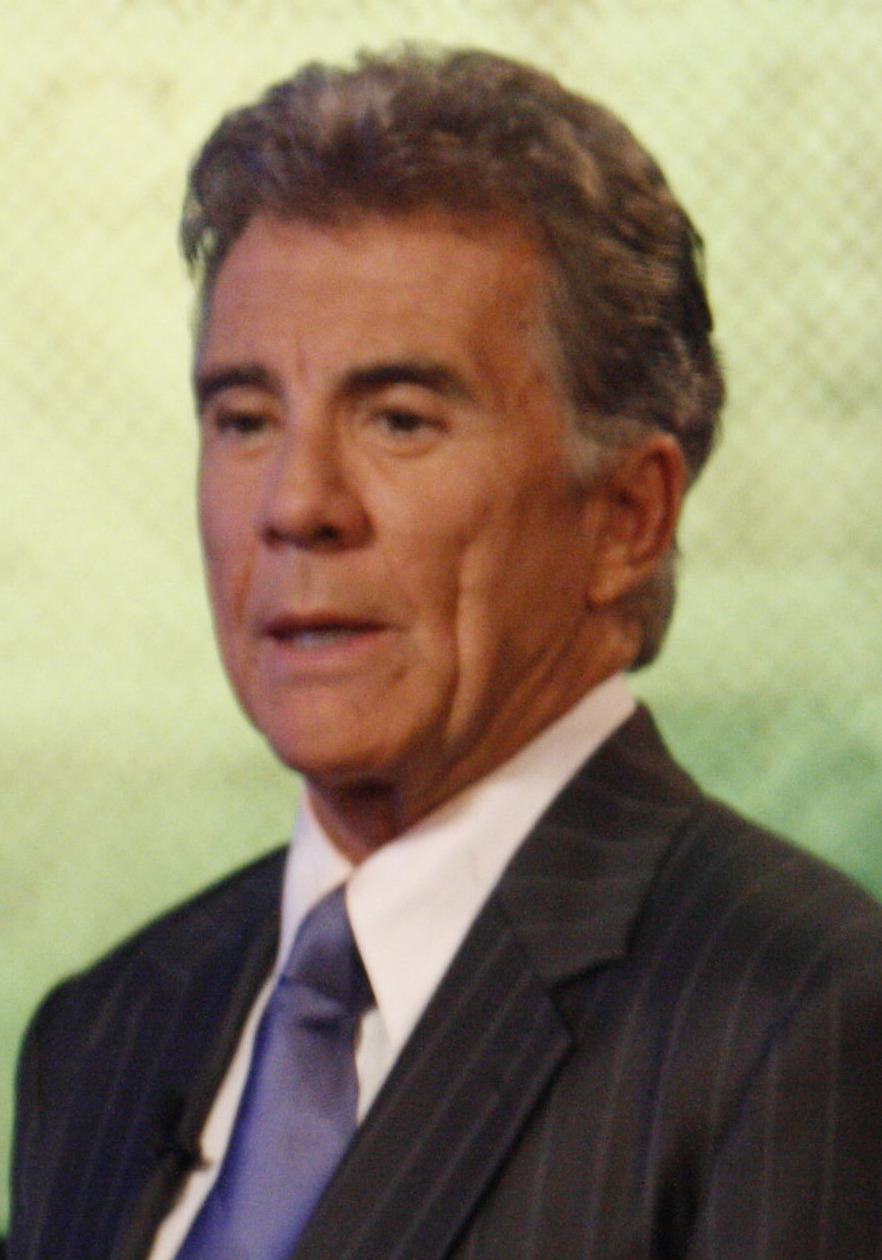
El presentador de televisión John Walsh fue entrevistado sobre el tema de la niña no identificado y le dio información de contacto para posibles sugerencias.

El 10 de julio, el presentador de CNN News, Anderson Cooper, entrevistó al Centro Nacional para el Cofundador de los Niños Desaparecidos y Explotados y expresentador de America's Most Wanted, John Walsh sobre el caso. Walsh declaró que "absolutamente alguien sabe" la identidad de Jane Doe y que en casos similares, a menudo era el "novio residente" o la madre de la niña que había abusado o descuidado a uno de varios niños en una familia, citando que la víctima pudo haber sido "asesinada accidentalmente o muerta de hambre". Al explicar una posible razón por la cual la niña no había sido identificada, Walsh dijo que "la gente no quiere hablar con la policía", posiblemente debido al temor de que las autoridades investiguen sus propias vidas. Por ejemplo, la familia de Anjelica Castillo, quienes eran inmigrantes indocumentados y nunca reportaron la desaparición de la víctima por temor a la deportación. Walsh alentó a los espectadores a que lo contactaran, dando el número del programa que presenta, The Hunt With John Walsh y la URL de su perfil en el sitio web de CNN. Confirmó que aquellos que envían consejos pueden permanecer en el anonimato.

### Consejos
Se siguieron muchas pistas que parecían coincidir con las circunstancias del caso. Más tarde, la policía interrogó a una mujer que había arrojado una bolsa de basura sobre un puente, pero se descubrió que el contenido de la bolsa era simplemente fruta en mal estado. Otros individuos declararon que habían visto niños pequeños que se parecían a Jane Doe, uno en una tienda y otro en un patio de juegos, visto con una mujer vestida en un "burka". Los investigadores no pudieron encontrar ningún rastro de la niña en la tienda a través de la información recopilada por las cámaras de seguridad, y aún no se ha localizado el tema en el patio de recreo. Un hombre dijo que creía haber visto la niña en noviembre de 2014 en una lavandería con una mujer "corpulenta" y "rubia sucia" que empujaba a la niña en un carrito.
El departamento de policía local informó que recibió muchos consejos que sugieren posibles identidades para la niña, las de niñas desaparecidas en todo el país. Muchos lectores en línea dijeron a la policía que la niña podría ser Aliya Lunsford, de Virginia Occidental, quien desapareció el 24 de septiembre de 2011. Lunsford tenía seis años en el momento del descubrimiento y se parecía a la reconstrucción de Jane Doe, pero ella Más tarde fue excluido del caso. La Policía del Estado de Massachusetts publicó más tarde declaraciones en sus páginas de Facebook sobre las exclusiones de Lunsford y Ayla Reynolds. La policía tuvo conocimiento de un posible vínculo entre Jane Doe y Katherine Phillips, apodada como "Baby Kate", quien desapareció en 2011. El cuerpo de Phillips nunca fue recuperado, a pesar del hecho de que su padre fue acusado de su asesinato. y condenado por secuestro. Las autoridades expresaron sus dudas de que el cuerpo fuera Katherine Phillips, pero dijeron que investigarían el plomo. El ADN entre el par fue eventualmente comparado. Phillips fue posteriormente descartado como "Baby Doe" y se publicó un anuncio al público el 10 de julio.
Los investigadores establecieron una línea directa de veinticuatro horas para aquellos con información sobre el caso para llamar. También se creó una línea directa de texto. Muchos presentaron información sobre posibles coincidencias, que luego se reveló como niños desaparecidos en más de la mitad de los Estados Unidos, así como en países de Europa, América del Sur y América Central. Un total de ochenta y cuatro vallas publicitarias, incluyendo letreros digitales donados por Clear Channel, también se colocaron en todo el estado de Massachusetts, alentando a las personas a reportar consejos a las líneas telefónicas anónimas creadas para la niña.
.

## Identificación
La niña fue identificada como Bella Neveah Amoroso Bond el 18 de septiembre de 2015. La identificación se realizó después de que la hermana de una de las vecinas de Rachelle Bond informara a la policía de un vínculo entre Bond y Jane Doe. Aparentemente, la vecina se había dado cuenta de que Bella estaba ausente de la casa y se había enfrentado a Rachelle Dee Bond y su novio Michael P. McCarthy. Afirmaron que la niña había sido "llevada por el Departamento de Niños y Familias" (esto fue refutado más tarde). Posteriormente, el vecino le dijo a su hermana que creía que "Baby Doe" era Bella Bond, y ella se comunicó con las autoridades. Un testigo dijo a las autoridades que se preocupó cuando dejó de ver a la niña en el departamento de su madre y cuando se desecharon los juguetes de la niña. El 17 de septiembre de 2015, se ejecutó una orden de registro en la casa de Rachelle Bond, de 40 años, la madre de la niña en Dorchester, Massachusetts.
El padre biológico de Bella, Joe Amoroso, supuestamente nunca había conocido a su hija, pero había hablado por teléfono con ella. Amoroso había declarado que se había enterado de la muerte de Bella cuando Rachelle le contó durante una visita, una semana antes de que se hiciera la identificación. Afirma que creía que Bond nunca habría hecho daño a su hija. Amoroso explicó en otra entrevista que creía que Rachelle había sido "sedada" con una inyección de heroína por parte de su novio poco después de la muerte de Bella, ya que una "huella" visible en su cuello no podía ser el resultado de su propia acción. A diferencia de su hijo, la abuela paterna de Bella dijo que creía que Rachelle Bond estaba muy involucrada en la muerte de Bella y cuestionó abiertamente la veracidad de sus acusaciones hacia Michael McCarthy
Amoroso anunció planes para enterrar a Bella en Winthrop, Massachusetts entre los miembros de la familia, afirmando que había decidido tener los "servicios de funeral y de despertadores para que sean públicos". Bella Bond fue enterrada el 28 de noviembre de 2015 en el cementerio Winthrop durante un funeral privado, luego de que sus padres llegaron a un consenso para no tener el servicio abierto al público. La enterraron debajo de una lápida que decía "Bella N. Bond Amoroso" y que la fecha de su muerte figuraba como el día en que fue descubierta. Las imágenes de la niña de la página de Facebook de su madre se publicaron posteriormente al público.

## Sospechosos
Rachelle Bond, conocida como usuaria habitual de drogas, tenía otros dos hijos que habían sido retirados de su custodia. También había sido arrestada varias veces en el pasado, por otros delitos, incluida la prostitución. La policía comentó que habían tratado las quejas de que ella estaba descuidando a su hija y que había tenido cuatro encuentros separados con Bond. La familia de Bella fue entrevistada después de que la identificación fue anunciada. Su tía dijo que nunca había sospechado que "Baby Doe" era Bella, y que la abuela materna de la víctima no sabía que la niña había nacido. El Departamento de Niños y Familias había respondido a dos quejas de negligencia con respecto a Bella; Ambos casos fueron cerrados.
La policía dio a conocer que la niña fue víctima de un asesinato y acusó a Michael McCarthy, el novio de la madre, de la muerte de Bond. También acusaron a su madre de ser un accesorio del crimen, creyendo que ella ayudó a McCarthy a "encubrir" la muerte de Bella. Larceny se sumó a los cargos de Rachelle Bond después de que se descubrió que ella aceptó casi $ 1,400 de ingresos de asistencia social después de que supiera sobre la muerte de su hija. Bond también continuó recibiendo beneficios de vivienda. La pareja fue procesada el 21 de septiembre de 2015. La fianza de Rachelle se fijó en un millón de dólares; McCarthy no era elegible para la fianza. Estaba programado que McCarthy compareciera nuevamente ante el tribunal el 16 de febrero de 2016, después de la aparición de Rachelle Bond el 6 de enero. Un juez fijó la fecha del juicio de Rachelle Bond en el 1 de diciembre de 2016. La selección de los miembros del jurado para el juicio de McCarthy comenzó el 22 de mayo.
.

### Pruebas
Las autoridades han reconocido que, dado que la causa exacta de la muerte de Bella sigue sin conocerse, afirmar que fue homicidio para un jurado podría ser "difícil de probar". Rachelle Bond alegó que McCarthy había golpeado a la niña varias veces en el estómago después de decir que Bella era un "demonio", y que él era el único autor del asesinato. Los fiscales de McCarthy alegan que Bella fue asesinada en una de muchas ocasiones abusivas después de que ella no se hubiera mostrado dispuesta a irse a la cama. Citando que McCarthy había decidido "calmar a la niña", dicen que Rachelle no había entrado en la habitación junto a su novio. Cuando ella entró, dicen que lo vio cerca del cuerpo de la niña, que estaba "hinchada y gris", lo que indica que había fallecido. El abogado de Rachelle Bond afirma que McCarthy amenazó con asesinar a su cliente si se contactaba con las autoridades. También sostuvo que Rachelle no estaba involucrada en ocultar el cuerpo de la víctima, que inicialmente había sido colocado en bolsas de basura y escondido en un refrigerador. Más tarde, Bond admitió esta acusación como parte de un acuerdo de culpabilidad futuro. Un perro de cadáver traído a la casa más tarde indicó que olía algo en el refrigerador. Bond contradijo la creencia de que el cuerpo fue colocado en Deer Island; ella declaró que McCarthy había colocado el cuerpo en una bolsa de lona pesada y lo había desechado en el agua, sugiriendo que se dirigía a la ubicación donde se encontraba.
McCarthy afirmó que Rachelle fue responsable de la muerte. El abogado de McCarthy se opuso a las reclamaciones hechas por la defensa de Rachelle Bond y declaró que su cliente no tenía conocimiento de la muerte de Bella, y dijo que no existe evidencia suficiente para indicar lo contrario. También han afirmado que se había mudado de la residencia de Rachelle Bond antes de la muerte de Bella. McCarthy afirmó que se había ido después de presenciar el trato negativo de Bella por parte de Rachelle, que incluía abuso emocional y físico. Su defensa también citó que las declaraciones de Rachelle no se pudieron confirmar y que era más probable que ella matara a su hija debido a su historial de drogas. La afirmación de que Bella fue golpeada hasta morir también fue cuestionada, ya que la autopsia no indicó signos de lesiones consistentes con lo que describió Rachelle. Existen otros reclamos que acusan a Rachelle Bond de fabricar la historia como una forma de evitar ser acusados de asesinato. Se anunció que McCarthy había enviado a Rachelle un mensaje de texto que decía "no les digas que tienes una hija. No queremos que [el Departamento de Niños y Familias] se involucre".
En febrero de 2017, esté anunciado que la prueba de McCarthy estuvo puesta para tener lugar más tarde en el año. El prosecutor en el caso sugirió que Rachelle Vínculo ser otorgado con "cronometrar servido" en intercambio para un testimonio en contra McCarthy. Su decisión estuvo hecha después de considerar las alegaciones que el vínculo había sido acechado para ser matado si venga adelante aproximadamente la muerte de Bella. El vínculo abogó culpable el 10 de febrero de 2017 bajo el negocio de descargo sugerido, y estuvo condenado con cronometrar plus servido dos años de libertad informativa.
Durante el juicio de McCarthy a principios de junio de 2017, un "amigo de toda la vida" de McCarthy tomó la posición y expresó que le había advertido a Rachelle Bond del peligro potencial que corría después de entrar en una relación con el presunto asesino de Bella. Explicó que esto se debía al "lado oscuro" de McCarthy, incluido el hecho de que investigó intensamente temas como los demonios y los rituales satánicos. Al parecer, también había creído que tenía la capacidad de expulsar demonios de una residencia. La defensa de McCarthy proporcionó mensajes de texto y entradas de diario hechas por Bond que se escribieron después de que Bella murió. Las entradas aún se referían a él con afecto, lo que, según sus abogados, sugieren su inocencia. Bond continuó reclamando que sus acciones después del asesinato fueron "por miedo; también fue supuestamente" tranquilizada "con heroína inyectada por McCarthy después del asesinato. Su defensa también afirmó que Bond era el individuo en la relación con los intereses" oscuros "..
Aunque McCarthy había sido acusado de asesinato en primer grado, el juez permitió que el jurado considerara los cargos menores de asesinato en segundo grado y homicidio involuntario involuntario. El 26 de junio de 2017, el jurado emitió un veredicto de asesinato en segundo grado y dos días después fue sentenciado a cadena perpetua; será elegible para libertad condicional en 2037.